# Wahlen zum Repräsentantenhaus der Vereinigten Staaten 1810
Bei den Wahlen zum Repräsentantenhaus der Vereinigten Staaten 1810 wurden in den Vereinigten Staaten ab dem 24. April 1810 an verschiedenen Wahltagen die Abgeordneten des Repräsentantenhauses gewählt. Die Wahlen waren Teil der allgemeinen Wahlen zum 12. Kongress der Vereinigten Staaten in jenem Jahr, in dem auch ein Drittel der US-Senatoren gewählt wurde. Da die Wahlen etwa in der Mitte der ersten vierjährigen Amtszeit von Präsident James Madison stattfanden (Midterm Election), galten sie auch als Votum über die bisherige Politik des Präsidenten.
Zum Zeitpunkt der Wahlen bestanden die Vereinigten Staaten aus 17 Bundesstaaten. Die Zahl der zu wählenden Abgeordneten betrug 143. Die Sitzverteilung im Repräsentantenhaus basierte auf der Volkszählung von 1800. Bei den Wahlen gelang es der Demokratisch-Republikanischen Partei nicht nur, ihre absolute Mehrheit auszubauen, sondern auch die Zweidrittelmehrheit zu erringen, die sie zwei Jahre zuvor verloren hatte. Grund für den Umschwung war unter anderem die Aufhebung des unpopulären Embargo Acts von 1807. Das führte zu einer deutlichen Belebung der Wirtschaft. Viele Wähler, die 1808 aus Verärgerung über dieses Gesetz die Föderalisten gewählt hatten, kehrten nun wieder zur Demokratisch-Republikanischen Partei zurück.
Frauen und Sklaven waren weder wahlberechtigt noch wählbar. In vielen Bundesstaaten waren auch freie Afroamerikaner von der Wahl ausgeschlossen. Das Wahlrecht für freie Männer war außerdem an einen gewissen Grundbesitz oder an ein bestimmtes Steueraufkommen gebunden.

## Wahlergebnis
- Demokratisch-Republikanische Partei: 107 (92) Sitze
- Föderalistische Partei: 36 (50) Sitze

Gesamt: 143
In Klammern sind die Ergebnisse der letzten regulären Wahlen von 1808. Veränderungen im Verlauf der Legislaturperiode, die nicht die Wahlen an sich betreffen, sind bei diesen Zahlen nicht berücksichtigt, werden aber im Artikel über den 12. Kongress im Abschnitt über die Mitglieder des Repräsentantenhauses bei den entsprechenden Namen der Abgeordneten vermerkt. Das Gleiche gilt für Wahlen in Staaten, die erst nach dem Beginn der Legislaturperiode der Union beitraten. Daher kommt es in den Quellen gelegentlich zu unterschiedlichen Angaben, da manchmal Veränderungen während der Legislaturperiode in die Zahlen eingearbeitet wurden und manchmal nicht.